# Lichtenhöfe
Lichtenhöfe ist ein Weiler auf der Gemarkung des Weikersheimer Ortsteils Nassau im Main-Tauber-Kreis im Nordosten Baden-Württembergs.

## Geographie
Der Weiler liegt in Form einer Streusiedlung mit fünf auseinanderliegenden Einzellagen (⊙, ⊙, ⊙, ⊙, ⊙) etwa 1,5 Kilometer westlich des Weikersheimer Ortsteils Nassau sowie etwa 1,5 Kilometer ostsüdöstlich des Igersheimer Ortsteils Harthausen. Die westlichste der fünf Einzellagen liegt auf der Gemarkung von Igersheim-Harthausen, die vier anderen Einzellagen auf der Gemarkung von Weikersheim-Nassau.

## Geschichte
Auf dem Messtischblatt Nr. 6425 „Röttingen“ von 1956 war der Ort noch völlig unbesiedelt. Der Aussiedlungsweiler wurde im Jahre 1969 als Lichtenhöfe benannt. Als Teil der ehemals selbständigen Gemeinde Nassau kam er am 1. September 1972 zur Stadt Weikersheim.

## Kulturdenkmale
Kulturdenkmale in der Nähe des Wohnplatzes sind in der Liste der Kulturdenkmale in Weikersheim verzeichnet.

## Verkehr
Lichtenhöfe ist aus Richtung Nassau über eine von der L 1001 abzweigende Straße zu erreichen. Dieselbe Straße führt auch aus Richtung Harthausen bis zum Weiler. In Harthausen zweigt sie von der B 19 ab.